# Ctenitis lanceolata
Ctenitis lanceolata là một loài thực vật có mạch trong họ Dryopteridaceae. Loài này được (Baker) A.R. Sm. miêu tả khoa học đầu tiên năm 1975.